# Sphaeromonas
Sphaeromonas är ett släkte av svampar. Sphaeromonas ingår i klassen Chytridiomycetes, divisionen pisksvampar och riket svampar.
|              | Rhizophydiales                          |
|              |                                         |
|              | Chytridiales                            |
|              |                                         |
|              | Lobulomycetales                         |
|              |                                         |
|              | Rhizophlyctidales                       |
|              |                                         |
|              | Spizellomycetales                       |
|              |                                         |
|              | Olpidiaceae                             |
|              |                                         |
|              | Hyaloraphidium                          |
|              |                                         |
|              | Bertramia                               |
|              |                                         |
|              | Tetrachytrium                           |
|              |                                         |
|              | Zygochytrium                            |
|              |                                         |
| Sphaeromonas | \| \| Sphaeromonas communis \| \| \| \| |
|              | \| \| Sphaeromonas communis \| \| \| \| |
|              | Piromonas                               |
|              |                                         |
|              | Sphaeromonas communis                   |
|              |                                         |

|  | Sphaeromonas communis |
|  |                       |